# PDV
PDV eller phocine distemper virus är det virus som orsakar säldöd. Det tillhör samma grupp virus som orsakar mässling och valpsjuka. Viruset tros ha utvecklats från valpsjukevirus för cirka 10 000 år sedan. Viruset blev först känt 1988 när knubbsälar i Nordsjön och Skagerrak blev drabbade av säldöd. Idag vet man att viruset funnits hos grönlandssäl som dock inte påverkas av viruset i samma utsträckning.